# Dernière Heure (film)
Pour les articles homonymes, voir Dernière heure.
Pour plus de détails, voir Fiche technique et Distribution.
Dernière Heure est un film français réalisé par Jean Bernard-Derosne, sorti en 1934.

## Fiche technique
- Tire : Dernière Heure
- Réalisateur : Jean Bernard-Derosne
- Scénario : Jean Bernard-Derosne et Henri Duvernois
- Musique : Jean Tranchant
- Photographie : Jacques Montéran et Roger Montéran
- Société de production : René Pignères, Léon Beytout pour la SNC (Société nouvelle de Cinématographie)
- Pays :  France
- Format : Noir et blanc - 1,37:1 - Son mono
- Genre : Drame policier
- Durée : 70 minutes
- Année de sortie : 1934 en France

## Distribution
- Ginette Gaubert
- Line Noro
- Maurice Rémy
- Germaine Reuver
- Jean Servais : Jean Benoit
- Fernand Mailly